# Бужанка гладенька
Бужанка гладенька (Hypanis laeviuscula), або гіпаніс левіускула — вид двостулкових молюсків. Молодь виду є їжею для осетрових риб. 
Вид занесено до Червоної книги України.

## Морфологічні ознаки
Черепашка овальна, тонкостінна, крихка, плоска з мало виступаючими верхівками, розташованими ближче до переднього краю. Поверхня вкрита вузькими ребрами (до 25), міжреберні проміжки в передній частині вузькі, а в задній поширюються. Замковий майданчик дуже вузький, зуби відсутні. Мантійний синус язикоподібний, доходить до середини довжини черепашки. Забарвлення біле, рожеве і жовтувате. Довжина черепашки до 37 мм, висота — до 17 мм, ширина — до 9 мм. 

## Поширення
Мешкає в Дніпро-Бузькому лимані та Кременчуцькому водосховищі, стулки знайдені на березі Дністровського лиману та р. Південний Буг. Чисельність виду незначна.

## Особливості біології
Бентосний вид, глибоко заривається в мулистий ґрунт.

## Загрози та охорона
На чисельність виду впливають солоність та аерація, потрібно уникати заходів по розпрісненню або зарегулюванню водойми, не допускати замулення водойми. 